# Bernardo Arévalo

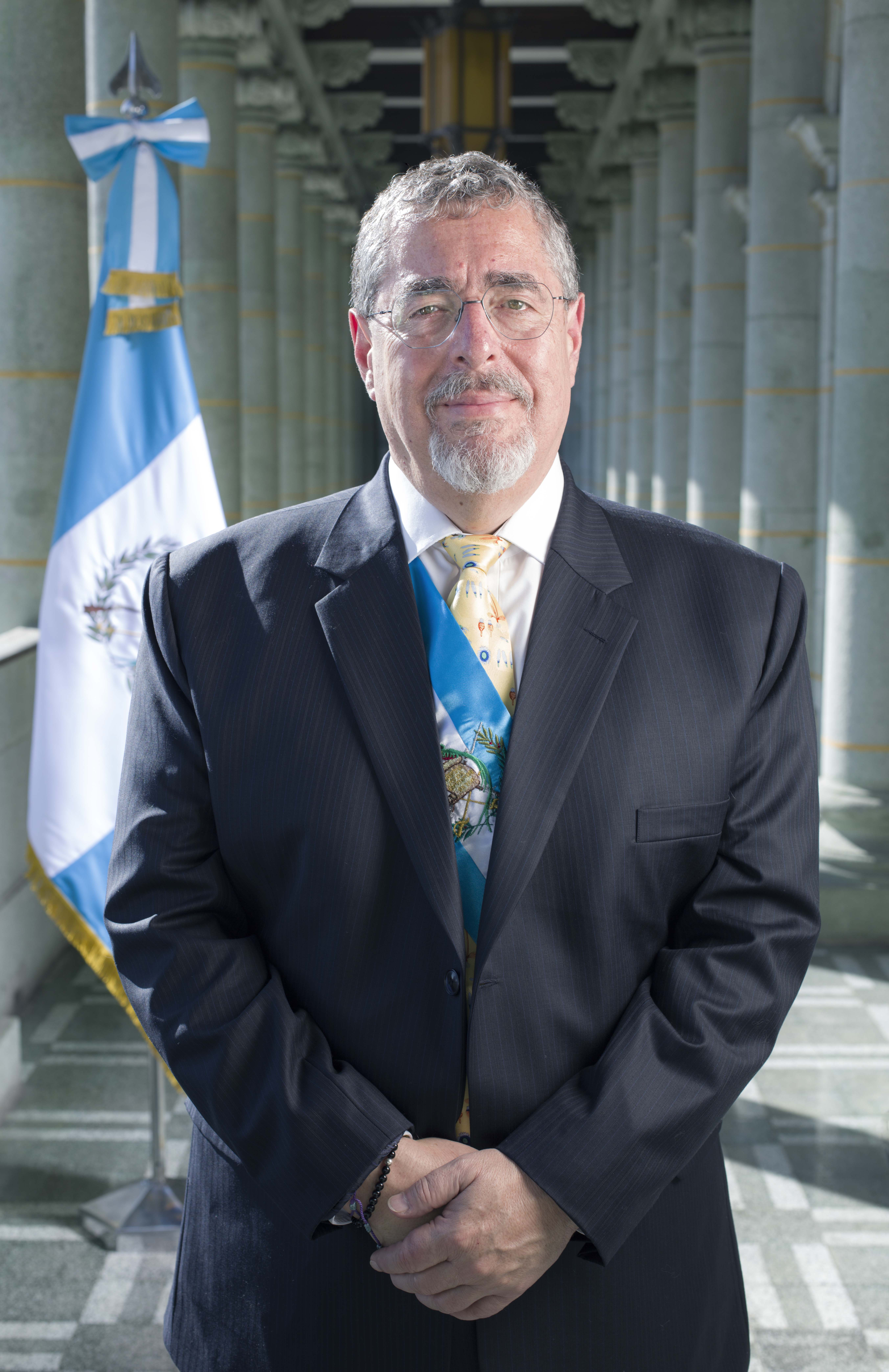
Bernardo Arévalo (2020)

César Bernardo Arévalo de León (* 7. Oktober 1958 in Montevideo, Uruguay) ist ein guatemaltekischer Politiker, Diplomat, Soziologe und Schriftsteller. Von 2020 bis 2024 war er Abgeordneter des guatemaltekischen Kongresses. Zuvor war er von 1995 bis 1996 Botschafter Guatemalas in Spanien und von 1994 bis 1995 stellvertretender Minister für auswärtige Angelegenheiten. Als Präsidentschaftskandidat der von ihm 2017 mitgegründeten Partei Semilla zog Arévalo bei den guatemaltekischen Präsidentschaftswahlen 2023 unerwartet in die Stichwahl ein, die er mit großem Vorsprung gewann. Seit dem 15. Januar 2024 ist er der Präsident von Guatemala.

## Herkunft, Familie und Ausbildung
Arévalo wurde am 7. Oktober 1958 in Montevideo, Uruguay, als Sohn von Juan José Arévalo, dem ehemaligen und ersten frei gewählten Präsidenten von Guatemala (1945–1951), und dessen zweiter Frau Margarita de León geboren. Zum Zeitpunkt von Arévalos Geburt lebte sein Vater nach dem Staatsstreich in Guatemala 1954 im politischen Exil in Südamerika.
Arévalos Familie verließ Uruguay, als er noch keine zwei Jahre alt war, und er verbrachte Teile seiner Kindheit in Venezuela, Mexiko und Chile. 
Im Alter von 15 Jahren ging er zum ersten Mal nach Guatemala, um am Liceo Guatemala, einer katholischen Privatschule in Guatemala-Stadt, seine höhere Schulbildung zu absolvieren. Arévalo schloss sein Studium an der Hebräischen Universität Jerusalem in Israel mit einem Bachelor in Soziologie ab und promovierte anschließend in Philosophie und Sozialanthropologie an der Universität Utrecht in den Niederlanden. Neben seiner Muttersprache Spanisch spricht er auch Englisch, Hebräisch, Französisch und Portugiesisch.
Arévalo hat dreimal geheiratet: 1983 die Argentinierin Teresa Lapín Ganman, von der er sich 1992 scheiden ließ, 1993 die Diplomatin Eva Rivara Figueroa, mit der er zwei Töchter hat und 2011 Lucrecia Peinado. Er hat sechs Kinder.

## Berufliche Laufbahn
Arévalo trat in den 1980er Jahren als Diplomat in das Außenministerium ein. Von 1984 bis 1986 war er erster Sekretär und Konsul in der guatemaltekischen Botschaft in Israel, und von 1987 bis 1988 war er Ministerberater.
Im Jahr 1988 kehrte Arévalo nach Guatemala zurück, wo er zum stellvertretenden Direktor für strategische Studien und Planung ernannt wurde, wiederum im Außenministerium. Anschließend war er von 1990 bis 1991 Direktor für bilaterale Außenpolitik, von 1992 bis 1993 für internationale bilaterale Beziehungen und von 1993 bis 1994 für internationale wirtschaftliche und multilaterale Beziehungen. 1994 ernannte Präsident Ramiro de León Carpio Arévalo zum stellvertretenden Außenminister, ein Amt, das Arévalo bis 1995 innehatte. Während seiner Zeit als stellvertretender Minister wurde Arévalo 1995 von Ernesto Zedillo, dem Präsidenten Mexikos, mit dem Orden des Aztekenadlers ausgezeichnet. 1995 ernannte Außenminister Alejandro Maldonado Arévalo zum Botschafter Guatemalas in Spanien; im selben Jahr überreichte er König Juan Carlos I. sein Beglaubigungsschreiben. 1996 verließ Arévalo sowohl sein Amt als Botschafter als auch das Außenministerium.
Nach seinem Ausscheiden aus dem diplomatischen Dienst war Arévalo Mitglied des Verwaltungsrats und Präsident des Mesoamerikanischen Regionalen Forschungszentrums. Ab 1999 war Arévalo in verschiedenen Funktionen bei Interpeace tätig, unter anderem als Berater für Friedenskonsolidierung und Konfliktlösung in Afrika, Asien und Lateinamerika.
Neben seiner friedenserhaltenden Tätigkeit arbeitete Arévalo auch als Berater für Organisationen wie die Vereinten Nationen, das United States Institute of Peace und die Universität von San Diego. Er hat mehrere Bücher und Artikel zu Themen wie Geschichte, Politik, Soziologie und Diplomatie geschrieben.

## Politische Karriere
Im Jahr 2015 nahm Arévalo an den Protesten in Guatemala teil, die den Rücktritt des damaligen Präsidenten Otto Pérez Molina forderten. Kurz nach den Protesten gehörte Arévalo zu einer Gruppe von Intellektuellen, die die Denkfabrik Semilla gründeten, die 2017 in die politische Partei Movimiento Semilla umgewandelt wurde.
Arévalo wurde als bevorzugter Kandidat von Semilla für die guatemaltekischen Präsidentschaftswahlen 2019 angekündigt, lehnte die Kandidatur aber schließlich ab. Seine Nachfolgerin wurde Thelma Aldana, der die Kandidatur letztlich untersagt wurde. Arévalo kandidierte stattdessen auf der nationalen Liste für den guatemaltekischen Kongress und wurde als Kongressabgeordneter gewählt. Dieses Amt trat er am 14. Januar 2020 an. Als Kongressabgeordneter war er in mehreren Ausschüssen tätig, unter anderem für auswärtige Angelegenheiten, Regierungsführung, Menschenrechte, nationale Sicherheit und nationale Verteidigung. Zwischen 2020 und 2022 war er außerdem Vorsitzender des parlamentarischen Blocks Semilla. Im Jahr 2022 wurde er zum Generalsekretär der Semilla gewählt und trat damit die Nachfolge von Samuel Pérez Álvarez an.

### Präsidentschaftswahl 2023
Am 22. Januar 2023 wurde Arévalo als Präsidentschaftskandidat von Semilla für die Wahlen 2023 bekannt gegeben, zusammen mit Karin Herrera als seiner Vizepräsidentschaftskandidatin. Er wurde am 16. Februar 2023 offiziell vom Obersten Wahlgerichtshof registriert. Während seines Wahlkampfs nannten ihn seine Anhänger „Tío Bernie“ (Onkel Bernie), was sowohl auf seinen Namen als auch auf seine Ähnlichkeit mit dem amerikanischen Politiker und ehemaligen Präsidentschaftskandidaten Bernie Sanders hinweist.
Arévalos Kampagnenarbeit konzentrierte sich auf die Bekämpfung der staatlichen Korruption und der Unsicherheit in Guatemala sowie auf die Schaffung von Beschäftigungsmöglichkeiten und die Förderung von Maßnahmen zum Klimawandel. Eine erste Umfrage von Prensa Libre im April 2023 ergab, dass Arévalo auf dem vorletzten Platz der Kandidaten rangiert. 0,7 % der Befragten gaben an, ihn wählen zu wollen. Nachfolgende Umfragen zeigten, dass die Unterstützung für Arévalo im Juni und Mai 2023 bei etwa 2 % lag.
In der ersten Runde der Wahl am 25. Juni 2023 belegte Arévalo mit über 600.000 Stimmen den zweiten Platz unter den Kandidaten und zog in die Stichwahl mit Sandra Torres, einer ehemaligen First Lady Guatemalas und Kandidatin der Partei Nationale Einheit der Hoffnung, ein. Der zweite Platz von Arévalo wurde von El País und BBC News als „Überraschung“ bezeichnet. Semilla erhielt auch einen großen Anteil der Stimmen und wurde damit drittstärkste Partei im Kongress von Guatemala, im Zentralamerikanischen Parlament und im Stadtrat von Guatemala-Stadt.
Die Bestätigung der Ergebnisse verzögerte sich aufgrund einer umstrittenen Berufung, die das Verfassungsgericht neun rechtsgerichteten Parteien, darunter der Regierungspartei Vamos, zugestanden hatte. Diese Parteien fochten das Ergebnis wegen „Unregelmäßigkeiten“ und „Wahlbetrug“ zugunsten von Arévalo an und forderten sogar die Durchführung von Neuwahlen. Der Gerichtshof ordnete eine erneute Überprüfung der angefochtenen Ergebnisse an, die in der ersten Juliwoche durchgeführt wurde. Die erneute Überprüfung ergab keine wesentlichen Änderungen an den vorläufigen Ergebnissen. Daraufhin wies der Oberste Gerichtshof die Berufung der Parteien zurück und ermächtigte das Oberste Wahlgericht, das Wahlergebnis zu bestätigen.
Am 12. Juli bestätigte das Oberste Wahlgericht die Wahlergebnisse; gleichzeitig verkündete Staatsanwalt Rafael Curruchiche vom Staatsministerium auf Antrag von Richter Fredy Orellana die Suspendierung der Semilla wegen des Vorwurfs, Unterschriften gefälscht zu haben, um die Partei 2017 zu gründen. Arévalo erklärte in einem CNN-Interview, er werde die Suspendierung anfechten, da das Gericht „keine rechtliche Grundlage“ für die Anordnung habe. Ebenso bestätigten Rechtsexperten, dass Orellana nicht im Einklang mit den Wahlgesetzen des Landes gehandelt hat.
Am 13. Juli hob das Verfassungsgericht, das höchste Gericht für Verfassungsrecht, die Suspendierung Semillas auf und erlaubte die zweite Runde der Präsidentschaftswahlen. Gleichzeitig wurden Demonstrationen organisiert, die den Rücktritt der Generalstaatsanwältin María Consuelo Porras, des Staatsanwalts Curruchiche und des Richters Orellana forderten. Arévalo und seine Vizepräsidentschaftskandidatin Karin Herrera waren bei der Demonstration anwesend und erstatteten Strafanzeige gegen Curruchiche und Orellana. Mitglieder des US-Kongresses forderten Joe Biden auf, Sanktionen gegen diejenigen zu verhängen, die für die „Bedrohung der Demokratie“ in Guatemala verantwortlich sind, und äußerten sich besorgt über die Maßnahmen, die gegen Arévalos Kandidatur ergriffen werden. Zwanzig ehemalige Staats- und Regierungschefs aus Spanien und Lateinamerika verurteilten in einer gemeinsamen Erklärung die Versuche, Arévalo von der Wahl auszuschließen, und verglichen dies mit dem jüngsten Ausschluss der venezolanischen Oppositionsführerin María Corina Machado.
Die Stichwahl am 20. August gewann Arévalo mit deutlichem Vorsprung. Gemäß dem vorläufigen amtlichen Endergebnis erhielt er ca. 58 % der ca. 4,2 Millionen abgegebenen Stimmen bei einer Wahlbeteiligung von ca. 45 %, während seine Konkurrentin Sandra Torres ca. 37 % der Stimmen erhielt. Torres behauptete, es habe Unregelmäßigkeiten bei der Abstimmung und Fehler bei der Auszählung gegeben, ohne jedoch Belege vorzulegen. Die Organisation Amerikanischer Staaten (OAS) bezeichnete die Stichwahl als sauber und transparent. Am 15. Januar 2024 trat er sein Amt an.
Er steht dem Kabinett Arévalo vor. 

## Politische Positionen
Arévalo tritt das politische Erbe seines Vaters Juan José Arévalo und des ehemaligen Präsidenten Jacobo Árbenz an. Er bezeichnet sich selbst als „Sozialdemokrat“ und befürwortet ein republikanisches und demokratisches System. Er glaubt an einen Staat, der soziale Gerechtigkeit und Privateigentum garantiert, und bekundet sein Interesse an der Einführung eines neuen Fiskalpakts und der Stärkung der sozialen Sicherheit.

### Bildung
Eines der Wahlkampfversprechen von Arévalo ist die Einführung eines „radikal anderen“ öffentlichen Bildungssystems. Er will die schlechten Bedingungen in den Grund- und Sekundarschulen verbessern, indem er 10 Mrd. Q investiert, die für die Schaffung von 70.000 neuen Klassenzimmern, 29,5 Mio. Lehrbüchern, 36.000 neuen Toiletten für Lehrkräfte und Schüler und monatliche Stipendien von 3.600 Q für Schüler verwendet werden sollen.

### Gesundheit
Arévalo befürwortet eine allgemeine Gesundheitsversorgung. Er schlägt einen Staatshaushalt von 61 Mrd. Q vor, um 7 Millionen Menschen durch den Bau von 400 neuen Gesundheitsposten und 50 Gesundheitszentren für Regionen mit mehr als 15.000 Einwohnern und isolierte ländliche Gebiete zu versorgen. Arévalo setzt sich auch für den Bau eines öffentlichen Krankenhauses ein, das auf die Behandlung von Krebs spezialisiert ist.

### Außenpolitik
Arévalo befürwortet eine Verbesserung der Handelsbeziehungen mit China. Er möchte auch die diplomatischen Beziehungen zu Taiwan aufrechterhalten. Am 20. Juli bekräftigte er in einem Interview mit República sein Interesse am Aufbau von Beziehungen zu China, wobei er den Schwerpunkt auf die „Entwicklung und den Ausbau“ der Wirtschaftsbeziehungen legte.
Arévalo hat die Regierungen von Nicaragua und Venezuela verurteilt und sie als „diktatorische Systeme“ bezeichnet. Im März 2022 war Arévalo der Berichterstatter eines Gesetzesvorschlags, mit dem Präsident Alejandro Giammattei aufgefordert werden sollte, Maßnahmen gegen Russland wegen dessen Einmarsch in der Ukraine zu ergreifen. Der Vorschlag beinhaltete die Aufhebung der Bergbaulizenz der Compañía Guatemalteca de Níquel („Guatemaltekisches Nickelunternehmen“), die sich im Besitz des russischen Unternehmens Solway Investment Group befindet. Darüber hinaus wurde in den Rechtsvorschriften die Annullierung des Vertrags mit der russischen Regierung in Bezug auf die Sputnik-V-Impfstoffe gefordert.

## Ehrungen
- Orden vom Aztekischen Adler (Mexiko, 1995)[6]